# Lewis Jennings
Lewis Jennings (?,? —?,?), foi um armeiro Norte americano do século 19 que aprimorou o mecanismo de repetição do rifle de Walter Hunt, que não obteve destaque entre as forças armadas.